# Tamopsis mainae
Tamopsis mainae là một loài nhện trong họ Hersiliidae. T. mainae được miêu tả năm 1993 bởi Martin Baehr & Barbara Baehr.